# 北川洋

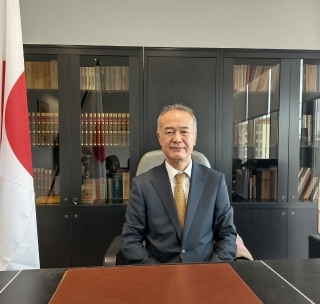
在マルセイユ日本国総領事館ホームページより（2024年）

北川 洋（きたがわ ひろし、1963年〈昭和38年〉7月6日 - ）は、愛知県出身の日本の外交官。
大臣官房総務課情報防護対策室長などを経て、2023年12月から、在マルセイユ総領事を務める。

## 略歴
- 1986年3月　東京都立大学法学部政治学科卒業
- 1986年　外務省専門職員採用試験合格
- 1987年4月　外務省入省
- 2000年8月　在フランス日本国大使館 二等書記官
- 2003年4月　在フランス日本国大使館 一等書記官
- 2003年9月　在コートジボワール日本国大使館 一等書記官
- 2005年12月　国際連合日本政府代表部 一等書記官
- 2009年7月　国際協力局無償資金・技術協力課 課長補佐
- 2009年7月　国際協力局開発協力総括課事業管理室 課長補佐
- 2012年8月　国際連合開発計画東京事務所
- 2015年7月　在アルジェリア日本国大使館 一等書記官
- 2018年1月　在アルジェリア日本国大使館 参事官
- 2018年12月　在チュニジア日本国大使館 参事官
- 2021年5月　 大臣官房総務課情報防護対策室長
- 2023年12月　在マルセイユ日本国総領事館 総領事